# Carabus vinctus
Carabus vinctus es una especie de insecto adéfago del género Carabus, familia Carabidae. Fue descrita científicamente por Weber en 1801.
Habita en Canadá y los Estados Unidos (desde Ontario al sur de Florida). Mide entre 20-28 mm. Suele encontrarse en  sitios como bosques bajos y húmedos. Esta especie se siente fuertemente atraída por las luces y frutas, se mantiene activa en clima frío (se observó a uno sobre los 4 °C con alimento).
Algunos informes revelan que esta especie aparece entre agosto y junio en Carolina del Norte, entre marzo y noviembre en Carolina del Sur y entre abril y junio en Indiana.